# بونز (ستوديو)
بونز (بالإنجليزية: Bones) هو ستوديو أنمي ياباني. تأسس في 1998. يقع مقره في سوغينامي، طوكيو، اليابان. أنتج عددا من السلاسل المعروفة مثل سكرابد برنسس، خيميائي الفولاذ، إيوريكا سفن، داركر ذان بلاك ونادي مضيفي ثانوية أوران. أسسه كل من ماساهيكو مينامي، هيروشي أوساكا وتوشيهيرو كاواموتو.

## أعمال

### مسلسلات أنمي تلفزيونية
- كاراكوري كيدن هيو سنكي
- إنجليك لاير
- رازيفون
- وولفز راين
- سكرابد برنسس
- خيميائي الفولاذ
- مارس دايبريك
- كوراو فانتوم ميموري
- إيوريكا سفن
- نادي مضيفي ثانوية أوران
- كوكب ملك الوحوش
- تنبو إيبون أياكاشي أياشي
- داركر ذان بلاك: المقاول الأسود
- سكال مان
- سول إيتر
- تشيكو وريثة اللص ذي العشرين وجه (بالتعاون مع تيليكوم أنيميشن فيلم)
- خيميائي الفولاذ FULLMETAL ALCHEMIST
- طوكيو ماغنيتود 8.0 (بالتعاون مع كينيما سيتروس)
- داركر ذان بلاك: جوزاء النيزك
- هيرومان
- ستار درايفر
- غوسيك
- NO.6
- أن-غو
- إيوريكا سفن AO
- عاصفة زيتسوين
- سبيس داندي
- نوراغامي
- نوراغامي ARAGOTO
- فرسان التنكاي
- كابتن إيرث
- سول إيتر نوت!
- تشايكا أميرة التابوت
- تشايكا أميرة التابوت AVENGING BATTLE
- جبهة حاجز الدم
- جبهة حاجز الدم & BEYOND
- شو باي روك!!
- بياض الثلج ذات الشعر الأحمر
- كونكريت ريفولوتيو: فنتازيا الخوارق
- بونغو ستراي دوغز
- أكاديميتي للأبطال
- كونكريت ريفولوتيو: فنتازيا الخوارق THE LAST SONG
- موب سايكو 100
- شو باي روك!!#
- هيسوني و ماسوتان
- حارس الزمن بون
- أكاديمية بطلي (الموسم 8)

### أنمي الإنترنت
- زامد الذكرى الضائعة
- آيكو إنكارنيشن

### أفلام أنمي
- رازيفون: التنوع التعددي
- الخيميائي الفولاذي - الفلم: محتل شامبلا
- سيف الغريب
- سلسلة أفلام توا نو كوون
  - توا نو كوون: الفصل الأول "البتلة الرغوية"
  - توا نو كوون: الفصل الثاني "رقصة الفوضى"
  - توا نو كوون: الفصل الثالث "عقوبة الأوهام"
  - توا نو كوون: الفصل الرابع "القلق القرمزي"
  - توا نو كوون: الفصل الخامس "عودة القاهر"
  - توا نو كوون: الفصل السادس "الأبد الأبدي"
- الخيميائي الفولاذي: نجمة ميلوس المقدسة
- أكاديميتي للأبطال: البطلين (2018)
- أكاديميتي للأبطال: هيروز ريسينغ (2019)
- أكاديميتي للأبطال: ورلد هيروز ميشن (2021)

### مشاهد رسوم متحركة في ألعاب الفيديو
- إيوريكا سفن الجزء 1: نيو ويف
- إيوريكا سفن الجزء 2: نيو فيجن
- فينيكس رايت: إيس أتورني: دوال ديستنيز

## وصلات خارجية
- بونز على موقع IMDb (الإنجليزية)
- بونز على موقع ميوزك برينز (الإنجليزية)
- بونز على موقع ANN company (الإنجليزية)

- الموقع الإلكتروني